# Təzəkənd (Ağcabədi)
Təzəkənd è un comune dell'Azerbaigian situato nel distretto di Ağcabədi. Conta una popolazione di 2 100 abitanti.